# الضربات البحرية وقوات دعم الناتو
قالب:SHAPE commands الضربات البحرية وقوات دعم الناتو (STRIKFORNATO) الخدمة البحرية الرئيسية لمنظمة حلف شمال الأطلسي (الناتو) قيادة عمليات الحلفاء (ACO). ويقود STRIKFORNATO قائد الأسطول السادس للولايات المتحدة، وهو الوحيد القادر على قيادة قوة مهام بحرية موسعة.

## التاريخ

### الضربات البحرية وقوات الدعم جنوب أوروبا (STRIKFORSOUTH)
في ديسمبر 1952، أمر القائد العام لقوات الحلفاء في جنوب أوروبا (CINCSOUTH) بإنشاء قيادة جديدة بعنوان، القائد، الضربات البحرية وقوات الدعم جنوب أوروبا كقائد ثانوي رئيسي تحت CINCSOUTH.

## روابط خارجية
- الموقع الرسمي